# Щепкин, Андрей
Андрей Щепкин (укр. Андрій Щепкін, исп. Andrei Xepkin, Andrij Schtschepkin; род. 1 мая 1965 года в Новой Каховке, Херсонская область, Украинская ССР) — советский, украинский и испанский гандболист. Бронзовый призёр Олимпиады-2000 в составе сборной Испании, вице-чемпион мира в составе сборной СССР, вице-чемпион Европы в составе сборной Испании.

## Биография
Закончил Киевский спортинтернат в 1982 году. Спортивную карьеру начал в команде «Сельхозакадемия», игравшей в 1-й лиге чемпионата СССР. Играл также за команду ЗИИ (г. Запорожье) в высшей лиге чемпионата СССР. Готовился к Олимпийским играм в Сеуле-1988 в составе сборной СССР, но в состав не попал.
После распада СССР до 1997 года выступал за сборную Украины, а затем принял испанское гражданство и стал выступать за сборную этой страны. За сборную Украины провёл 151 матч, за сборную Испании — 80.

## Достижения
- Семь раз выиграл Европейскую Лигу чемпионов (6 раз с «Барселоной» и 1 раз с «Килем»).
- Шестикратный чемпион Испании.